# Venkatraman Ramakrishnan
Venkatraman Ramakrishnan (en tamil: வெங்கட்ராமன் ராமகிருஷ்ணன்; nacido en 1952 en Chidambaram, Tamil Nadu, India) es un científico que fue galardonado con el Premio Nobel de Química en 2009 junto con Thomas A. Steitz y Ada Yonath por el estudio de la estructura y función del ribosoma. En 2014 recibió el XLVI Premio Lección Conmemorativa Jiménez Díaz ortogado por la Fundación Conchita Rábago de Jiménez Díaz (Madrid, España).
Desde 2015 a 2020 fue  presidente de la Royal Society.

## Educación y primeros años
Ramakrishnan nació en Chidambaram en el distrito de Cuddalore de Tamil Nadu, India. Sus padres eran científicos, y su padre era director del Departamento de Bioquímica de la Universidad Maharaja Sayajirao de Baroda. En el momento de su nacimiento, el padre de Ramakrishnan estaba fuera de la India realizando una investigación posdoctoral con David E. Green en la Universidad de Wisconsin-Madison en los Estados Unidos.
Su madre obtuvo un doctorado en psicología de la Universidad McGill en 1959 que completó en solo 18 meses, cuyo mentor era Donald O. Hebb. Lalita Ramakrishnan, su hermana menor, es profesora de inmunología y enfermedades infecciosas en el Departamento de Medicina de la Universidad de Cambridge, y es miembro de la Academia Nacional de Ciencias.
Ramakrishnan se trasladó a Vadodara (anteriormente también conocido como Baroda) en Gujarat a la edad de tres años, donde cursó estudios en el Convento de Jesús y María, excepto por pasar desde 1960 a 1961 en Adelaida, Australia. Después de su pre-ciencia en la Universidad Maharaja Sayajirao de Baroda, realizó sus estudios de pregrado en la misma universidad con una beca de National Science Talent, graduándose con un título de Licenciado en Ciencias Físicas en 1971. En ese momento, el curso de física en Baroda era nuevo, y estaba basado en los libros Berkeley Physics Course y  The Feynman Lectures on Physics.
Inmediatamente después de su graduación, se mudó a los Estados Unidos, donde obtuvo su doctorado en Física de la Universidad de Ohio en 1976 para investigar la transición de la fase ferroeléctrica del dihidrogenofosfato de potasio, supervisado por Tomoyasu Tanaka. Luego pasó dos años estudiando biología como estudiante de posgrado en la Universidad de California, San Diego, mientras hacía una transición de la física teórica a la biología.